# Мухаммад II аль-Факих
Абу́ Абдулла́х Мухаммад II ибн Мухаммад (араб. أبو عبد الله محمد بن محمد‎), по прозвищу аль-Факих (араб. الفقيه‎; 1235, Архона, Хаэн — 7 апреля 1302, Гранада, Аль-Андалус) — второй эмир Гранады с 1273 по 1302 год.

## Биография
Мухаммед II родился в городе Архона андалусской провинции Хаэн в 1234 году. При правлении своего отца он служил у него в качестве визиря, а в 1273 году стал его преемником. При нём были продолжены архитектурные работы в Альгамбре.
Во время правления Мухаммеда II продолжилась гражданская война между его семьей и конкурирующим кланом, Ашкилула. В 1278 году Мухаммед II аль-Факих взял Малагу, которая находилась в руках клана Ашкилула и назначил на должность губернатора Малаги своего двоюродного брата и зятя, Абу Саида Фараджа. В результате взятия Малаги большинство представителей клана Ашкилула бежали в Марокко.
Мухаммед II аль-Факих умер 7 апреля 1302 года. Причиной смерти, скорее всего, является отравление.

## Семья
Мухаммед II был сыном и наследником Мухаммада I аль-Галиба. Он имел трёх сыновей: Фарадж, Мухаммад III аль-Махлу и Наср ибн Мухаммад. Дочь Мухаммада II, Фатима, была замужем за его двоюродным братом Абу Саидом Фараджем.